# 2574 Ladoga
2574 Ladoga è un asteroide della fascia principale. Scoperto nel 1968, presenta un'orbita caratterizzata da un semiasse maggiore pari a 2,8514822 UA e da un'eccentricità di 0,0690928, inclinata di 2,11569° rispetto all'eclittica.